# Centro Giovanile Virescit Bergamo 1989-1990
Questa voce raccoglie le informazioni riguardanti il Centro Giovanile Virescit Bergamo nelle competizioni ufficiali della stagione 1989-1990.

## Rosa
| N. |                   | Ruolo | Calciatore          |
| -- | ----------------- | ----- | ------------------- |
|    | Italia (bandiera) | C     | Claudio Benaglia    |
|    | Italia (bandiera) | C     | Andrea Bonacini     |
|    | Italia (bandiera) | C     | Andrea Bottazzi     |
|    | Italia (bandiera) | C     | Ludovico Costacurta |
|    | Italia (bandiera) | C     | Federico Crotti     |
|    | Italia (bandiera) | P     | Claudio Dal Bello   |
|    | Italia (bandiera) | D     | Achille Fabbri      |
|    | Italia (bandiera) | C     | Claudio Foscarini   |
|    | Italia (bandiera) | C     | Fabio Giacalone     |
|    | Italia (bandiera) | D     | Alessandro Imberti  |
|    | Italia (bandiera) | D     | Claudio Lingeri     |
|    | Italia (bandiera) | P     | Paolo Locatelli     |

| N. |                   | Ruolo | Calciatore               |
| -- | ----------------- | ----- | ------------------------ |
|    | Italia (bandiera) | A     | Stefano Marchetti        |
|    | Italia (bandiera) | A     | Tommaso Maurizi          |
|    | Italia (bandiera) | C     | Marco Morlacchi          |
|    | Italia (bandiera) | C     | Antonino Obbedio         |
|    | Italia (bandiera) | A     | Amerigo Paradiso         |
|    | Italia (bandiera) | C     | Umberto Pini             |
|    | Italia (bandiera) | D     | Salvatore Polverino      |
|    | Italia (bandiera) | D     | Andrea Quaglia           |
|    | Italia (bandiera) | C     | Alessandro Roccatagliata |
|    | Italia (bandiera) | A     | Giampaolo Saurini        |
|    | Italia (bandiera) | D     | Roberto Sigoli           |